# 在日ブルガリア人
在日ブルガリア人（ざいにちブルガリアじん）は、日本に一定期間在住するブルガリア国籍の人々である。

## 統計
日本の法務省の在留外国人統計によると、2018年6月末時点で在日ブルガリア人は438人である。
在留資格別（4位まで）
| 順位 | 在留資格                 | 人数 |
| ---- | ------------------------ | ---- |
| 1    | 永住者                   | 140  |
| 2    | 留学                     | 88   |
| 3    | 技術・人文知識・国際業務 | 56   |
| 4    | 日本人の配偶者等         | 55   |

都道府県別（5位まで）
| 順位 | 都道府県 | 人数 |
| ---- | -------- | ---- |
| 1    | 東京     | 168  |
| 2    | 神奈川   | 35   |
| 3    | 大阪     | 30   |
| 4    | 兵庫     | 29   |
| 5    | 京都     | 27   |

## 著名人
- 碧山亘右